# Jüdischer Friedhof (Jistebnice)
Koordinaten: 49° 28′ 57,7″ N, 14° 30′ 19,9″ O

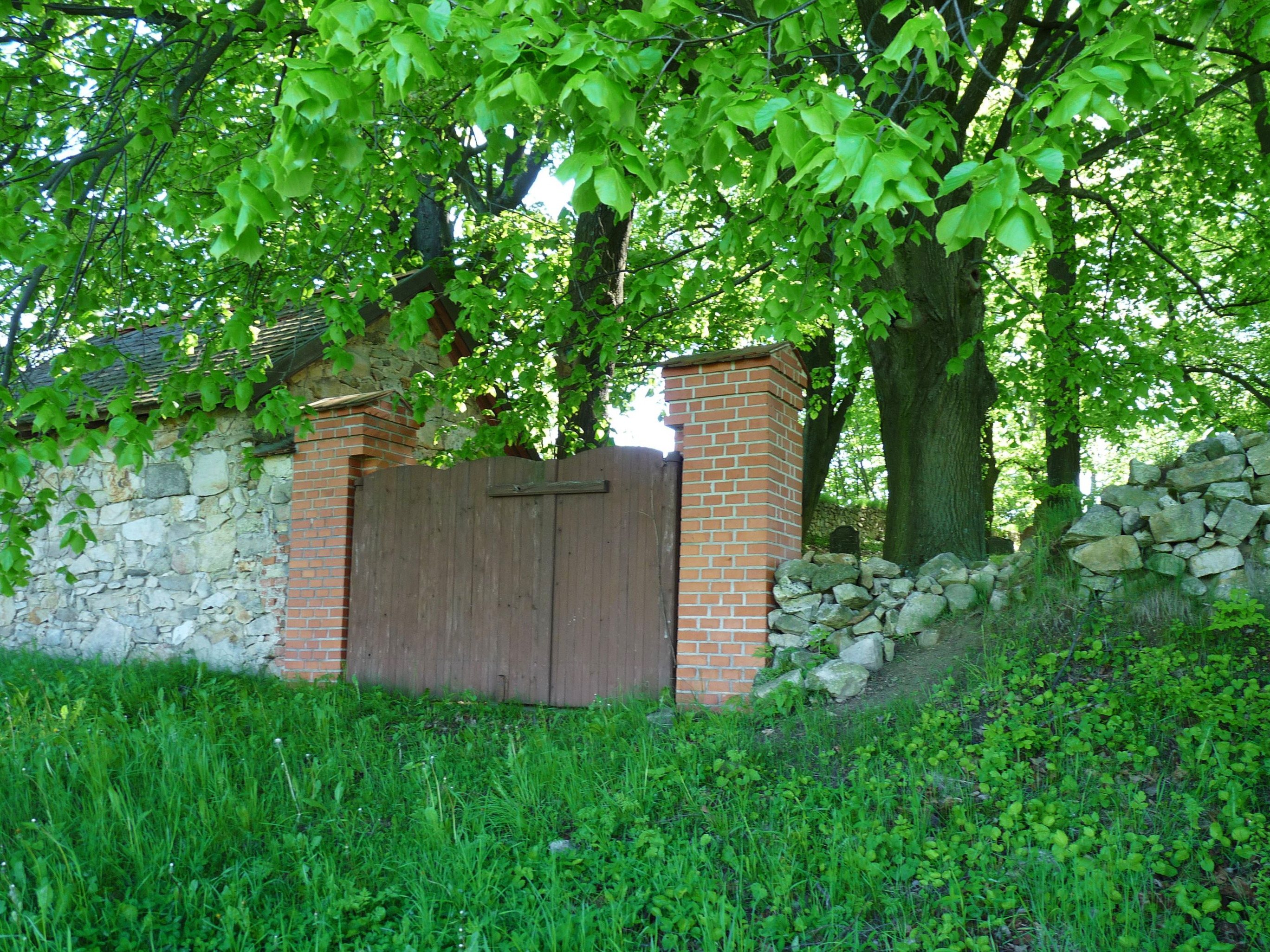
Eingang zum jüdischen Friedhof in Jistebnice

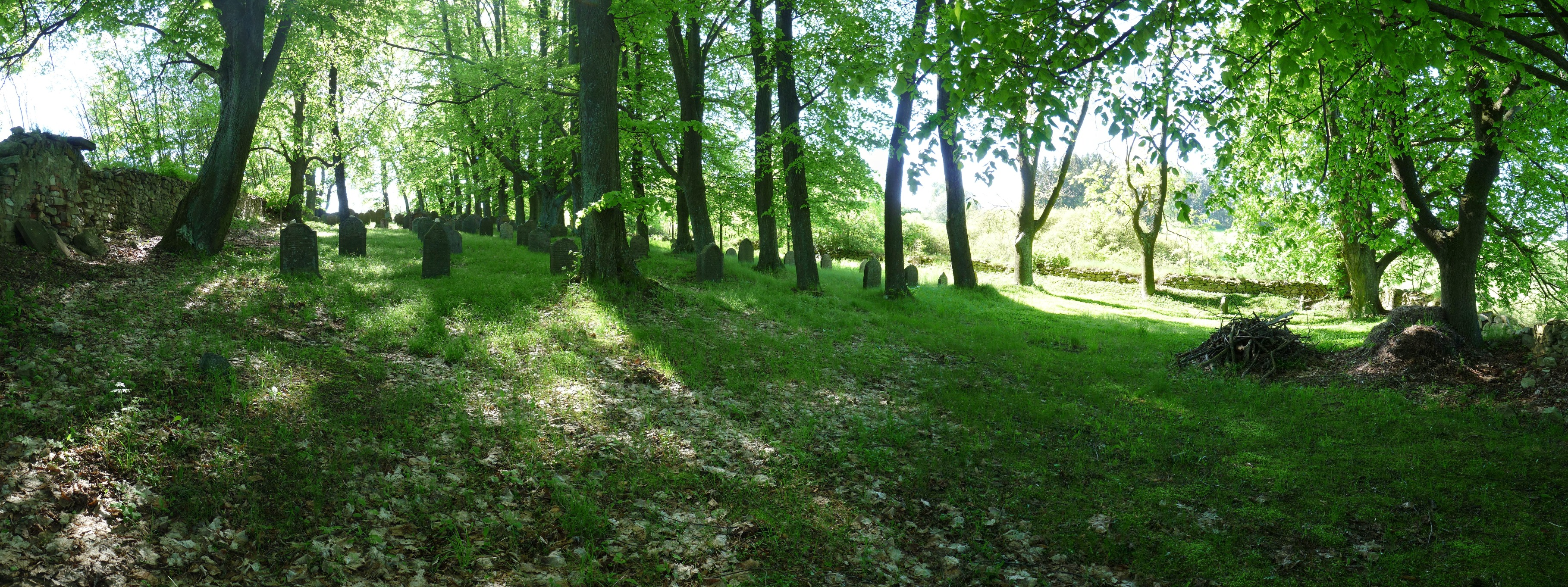
Ansicht des Friedhofs

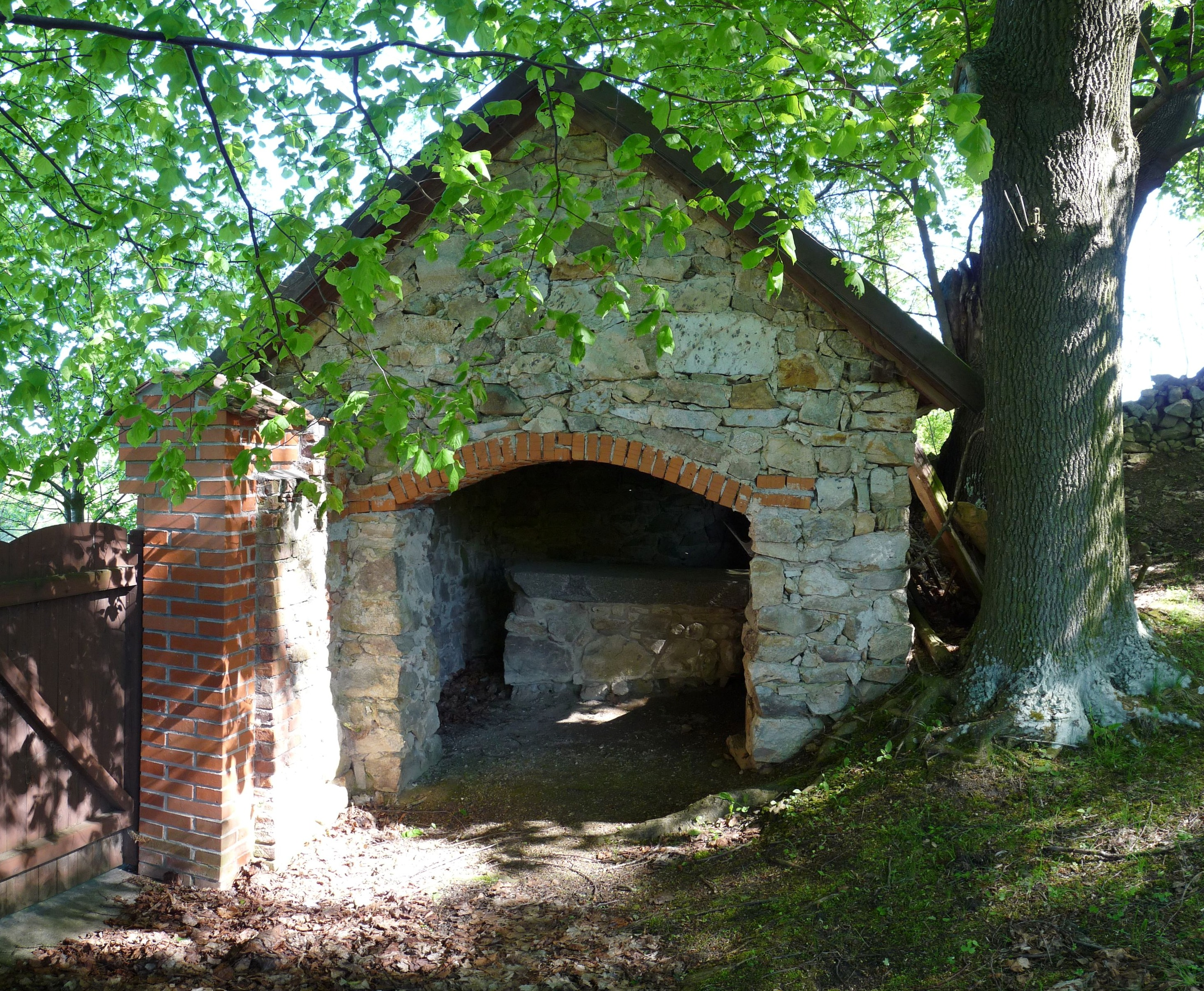
Taharahaus

Der Jüdische Friedhof in Jistebnice, einer tschechischen Gemeinde im Okres Tábor der Südböhmischen Region, wurde vor 1640 angelegt. Der jüdische Friedhof westlich des Ortes ist seit 1988 ein geschütztes Kulturdenkmal.
Auf dem 2148 Quadratmeter großen Friedhof sind noch mehrere hundert Grabsteine (Mazewot) vorhanden.
Im Taharahaus aus Bruchsteinmauerwerk ist der steinerne Tisch erhalten, auf dem die Leichenwaschung vorgenommen wurde.
Die jüdische Gemeinde von Jistebnice, die um 1530 begründet wurde, wurde 1890 eingestellt. Bis zur deutschen Besetzung kümmerte sich die jüdische Gemeinde in Tábor um den Friedhof.